# Carl Legien

Carl Legien, Abbildung im Handbuch der verfassunggebenden deutschen Nationalversammlung, 1919

Carl Rudolf Legien (* 1. Dezember 1861 in Marienburg (Westpreußen); † 26. Dezember 1920 in Berlin) war ein deutscher Gewerkschaftsfunktionär und Politiker (SPD). Er war von 1890 bis 1919 Vorsitzender der Generalkommission der Gewerkschaften Deutschlands und anschließend bis zu seinem Tod Vorsitzender des daraus hervorgegangenen Allgemeinen Deutschen Gewerkschaftsbunds sowie ab 1913 Präsident des Internationalen Gewerkschaftsbundes. Legien war von 1893 bis 1898 sowie von 1903 bis 1920 Mitglied des Reichstages.

## Leben
Nach dem Tod seiner Eltern wuchs Legien 1867 bis 1875 in einem Waisenhaus in Thorn auf. Von 1875 bis 1880 absolvierte er in Thorn eine Drechslerlehre. Von 1881 bis 1884 leistete er seinen Militärdienst.
Von 1884 bis 1886 arbeitete er als Drechslergeselle in Berlin, Frankfurt am Main und Deutz bei Köln und ließ sich schließlich in Hamburg nieder.
Ab 1907 lebte Legien in seinem Haus in Berlin zusammen mit seiner Lebensgefährtin (der Frauenrechtlerin Emma Ihrer) und deren Ehemann.

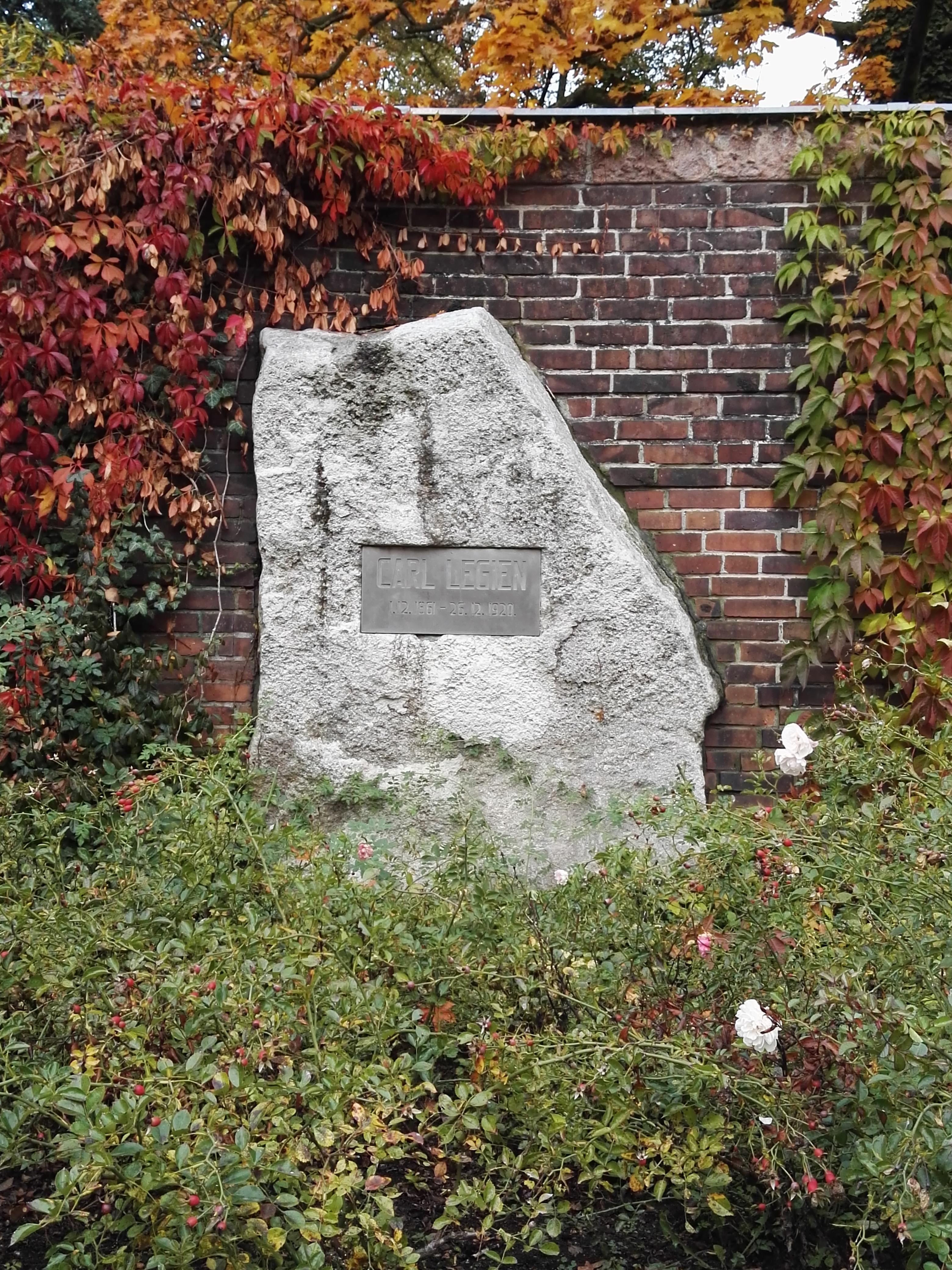
Grab auf dem Zentralfriedhof Friedrichsfelde in Berlin

Legien starb 1920, mit 59 Jahren, in Berlin. Er wurde auf dem Zentralfriedhof Friedrichsfelde in Berlin-Lichtenberg beigesetzt. Seine Grabstätte wurde 1950 in die damals von der DDR-Führung neu errichtete Gedenkstätte der Sozialisten integriert und gehört seither zur Reihe der Gräber und Denkmäler an deren Ringmauer.

## Gewerkschaftliche und parteipolitische Arbeit
Legien trat 1885 in Frankfurt am Main der Sozialistischen Arbeiterpartei bei, die sich 1890 in  SPD umbenannte. Er wurde 1886 Mitglied des Hamburger Fachvereins der Drechsler und damit der Gewerkschaftsbewegung. Im gleichen Jahr wurde er Vorsitzender des örtlichen Vereins. 1887 wurde unter seiner Leitung die Vereinigung der Drechsler Deutschlands gegründet. 1889 nahm er am Internationalen Arbeiterkongress in Paris teil, der zur Gründung der Sozialistischen Internationale führte. 
Ab dem Jahr 1890 war er Vorsitzender der Generalkommission der Gewerkschaften Deutschlands mit Sitz in Hamburg und leitete in dieser Funktion den Halberstadter Kongress 1892. Als Abgeordneter des 7. Wahlkreises in Schleswig-Holsteins (Kiel-Rendsburg) wurde der Sozialdemokrat 1893 erstmals in den deutschen Reichstag gewählt. Legien war aktiv am elfwöchigen Hamburger Hafenarbeiterstreik von 1896/97 beteiligt und hat über den Streikverlauf ein Buch geschrieben. Von 1903 bis zum Ende des Kaiserreichs gehörte er erneut dem Reichstag an. Ab 1903 war er außerdem Sekretär der Internationalen Zentralstelle der gewerkschaftlichen Landeszentralen, dann von 1913 an erster Präsident des auf amerikanischen Wunsch umbenannten Internationalen Gewerkschaftsbundes.
Während sich der Deutsche Metallarbeiter-Verband unter dem neuen Vorsitzenden Robert Dißmann nach der Novemberrevolution zum Rätesystem bekannte und die Kooperation der Gewerkschaften im Ersten Weltkrieg kritisierte, positionierte sich Legien gegen revolutionäre Bestrebungen. Legien hatte im Weltkrieg den Beschluss auf Streikverzicht unterstützt und sah den Krieg als nationale Aufgabe, für die er jedoch Gegenleistungen des Staates erwartete. 

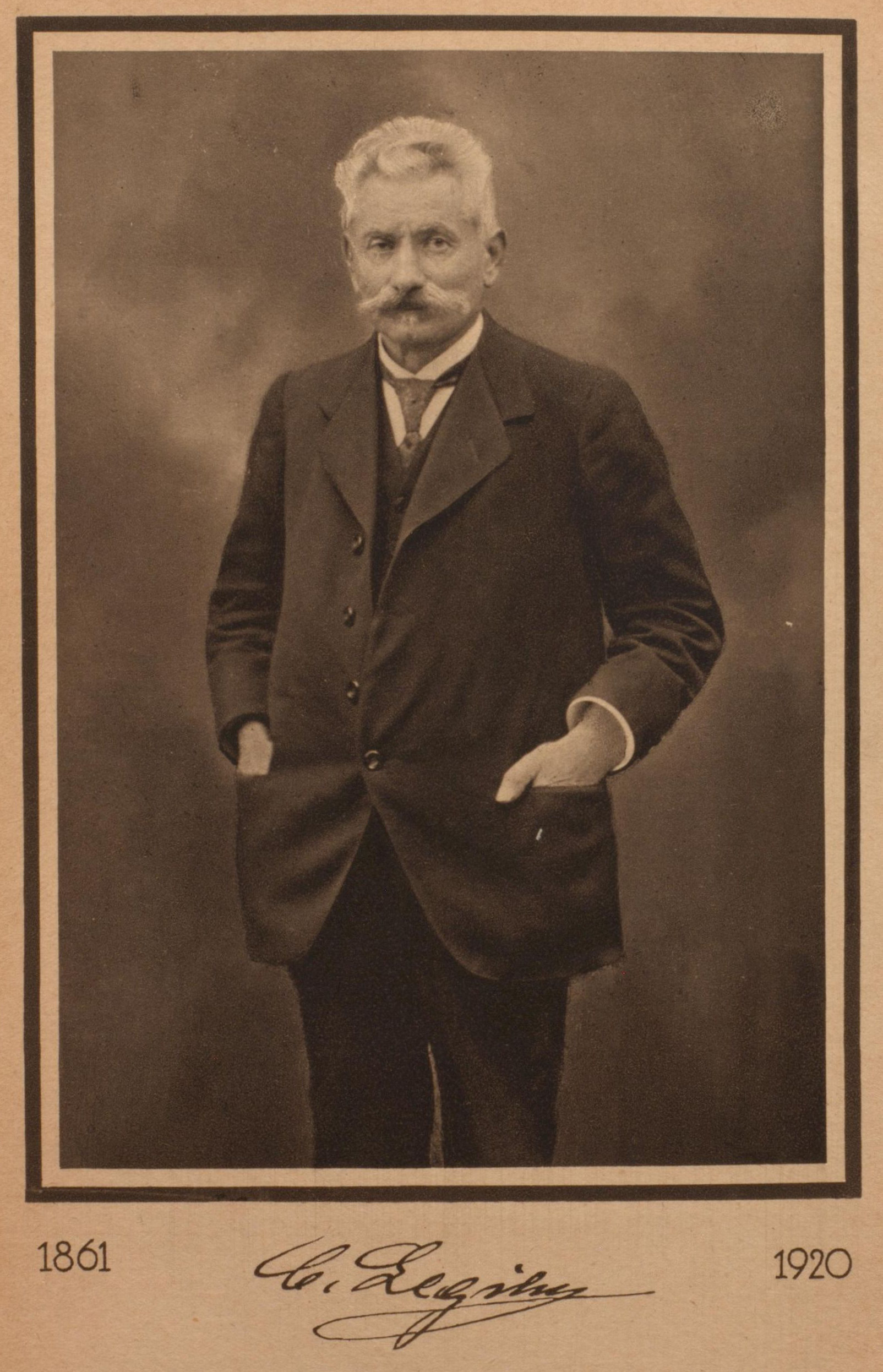
Carl Legien, um 1920

Er war bereits gegen Ende des Ersten Weltkriegs führend an den Verhandlungen um die Zentralarbeitsgemeinschaft mit Vertretern der Industrie beteiligt. Aufgrund dieser Verhandlungen wurden durch das Stinnes-Legien-Abkommen die Gewerkschaften in Deutschland während der Novemberrevolution 1918 erstmals von der Unternehmerschaft offiziell als Interessenvertreter der Arbeiter anerkannt. Als für die Arbeiterschaft bahnbrechendes Hauptergebnis dieser Verhandlungen, an denen Legien maßgeblich beteiligt war, ergab sich die Einführung des Achtstundentages. 
Als Vertreter des Wahlkreises 14 (Schleswig-Holstein) wurde Legien im Januar 1919 in die Weimarer Nationalversammlung gewählt. Aus der Generalkommission der Gewerkschaften Deutschlands ging im Juli 1919  der Allgemeine Deutsche Gewerkschaftsbund (ADGB) hervor. Auf dessen Nürnberger Gründungskongress wurde Legien erneut zum Vorsitzenden gewählt. Im März 1920 organisierte er den Generalstreik gegen den Kapp-Putsch. Reichspräsident Friedrich Ebert bot ihm im selben Monat die Regierungsbildung an, was Legen jedoch ablehnte. Im Juni 1920 wurde er stellvertretender Vorsitzender des Vorläufigen Reichswirtschaftsrates. Er verstarb im selben Jahr.

## Ehrungen

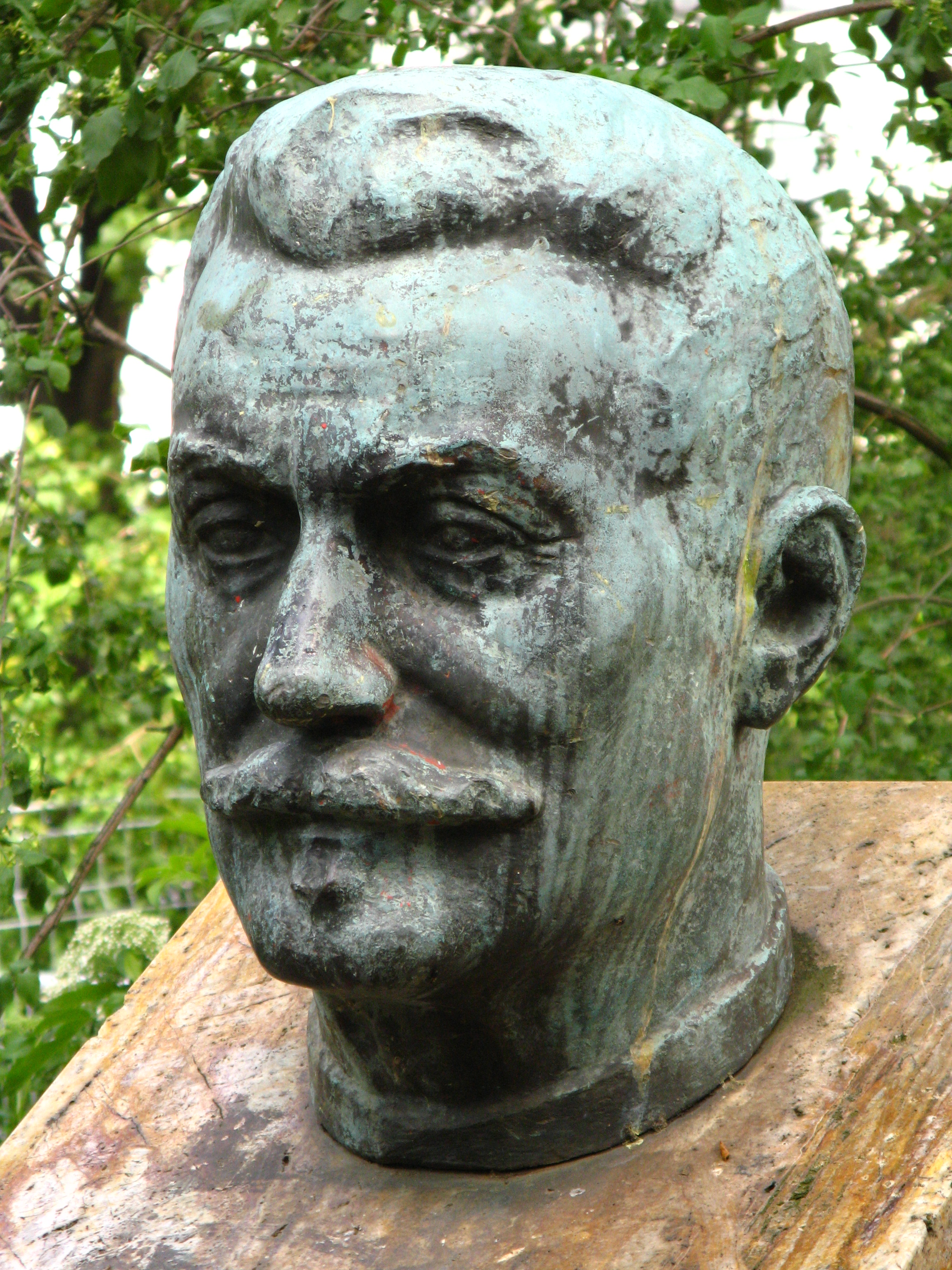
Büste Carl Legiens auf dem Denkmal am Legiendamm 32, in Berlin-Kreuzberg

- Carl-Legien-Schule in Berlin-Neukölln, eine Berufsschule mit mehreren Berufsfeldern, die Jugendliche bei ihrer Berufsorientierung unterstützt. In der Eingangshalle der Schule befindet sich eine Büste Carl Legiens. Die Carl-Legien-Schule gibt es seit 1984, sie wurde ursprünglich 1910 als Königlich Preußische Baugewerkschule an der Leinestraße erbaut.
- Seit dem 31. Juli 1947 Legiendamm in der Berliner Luisenstadt (vorher Luisenufer [1849–1937] bzw. Kösterdamm [1937–1947]). Die Straße verläuft entlang des einstigen Luisenstädtischen Kanals vom Heinrich-Heine-Platz in Mitte bis zum Oranienplatz in Kreuzberg.
- Denkmal mit Büste am Legiendamm. Wenige Meter davon entfernt befindet sich auf der gegenüberliegenden Seite der Grünanlage, am Leuschnerdamm, eine Stele mit Büste zu Ehren von Wilhelm Leuschner.
- Die Großsiedlung Wohnstadt Carl Legien in Berlin-Prenzlauer Berg ist nach ihm benannt worden.
- In mehreren Städten wie z. B. in Bremen-Hastedt, Hamm, Kiel, Osnabrück, Köln-Mülheim, Leverkusen und Bergkamen gibt es nach Carl Legien benannte Straßen, in Hamburg-Horn an der Legienstraße auch den gleichnamigen U-Bahnhof der Linie U2. Von der heutigen Legienstraße in Kiel ging 1918 der Matrosenaufstand aus, der zum Ende des Weltkrieges und des Kaiserreichs führte.
- Am 27. März 1923 erhielt die Fährstraße in Kiel, an der das Gewerkschaftshaus steht, zu Ehren von Carl Legien den Namen Legienstraße. Die Nationalsozialisten machten dies am 7. April 1933 rückgängig. Am 17. Dezember 1947 bekam sie ihren heutigen Namen Legienstraße zurück. Nach Carl Legien bzw. der Legienstraße wird die Gaststätte im Kieler Gewerkschaftshaus „Legienhof“ genannt. Dieser Name wird häufig für den gesamten Komplex verwendet, in dem bis heute der Deutsche Gewerkschaftsbund (DGB) und zahlreiche seiner Einzelgewerkschaften ihren Sitz haben.

## Veröffentlichungen
- Carl Legien: Der Streik der Hafenarbeieter und Seeleute in Hamburg-Altona: Darstellung der Ursachen und des Verlaufs des Streiks, sowie der Arbeits- und Lohnverhältnisse der im Hafenverkehr beschäftigten Arbeiter. Verlag der Generalkommission, Hamburg 1897.